# 結核菌熱水抽出物
結核菌熱水抽出物（開発コードZ-100）は、悪性腫瘍に対する放射線療法の際に生じる白血球減少症に対し、免疫力を回復させるために使われる皮下注射用アンプル剤。アンサー皮下注20µg（Ancer S.C.Injection 20µg）の名称でゼリア新薬工業から販売されている。2016年現在、日本での使用には、医師の診断・処方箋が必要な処方箋医薬品とされている。免疫療法薬の1種に数えられる。

## 成分
アンサー皮下注の成分であるZ-100原液は、ヒト型結核菌から抽出した物質を原料としている。したがって生物由来製品に分類される。また、本剤は単一成分ではなく、アラビノース・マンノース・グルコースを主な構成糖とした多糖体や、核酸類を含んだ混合物である。いわゆる丸山ワクチンの1種であり、“放射線療法時の白血球減少”抑制剤という限定付きながらも、丸山ワクチンが、1991年8月以来、日本では正式な「医薬品」として承認されていることを意味する。なお、本剤の原料として使用しているヒト型結核菌の培養には鶏卵を利用している。

## 作用と副作用
日本で承認前に、悪性腫瘍の放射線治療を実施する患者に対して行なわれた、二重盲検比較試験を含む臨床試験では、白血球減少に対する主治医の有用判定は、74.7%（189/253）であった。
副作用の発現率は4.7%で、主に、注射部位の硬結、疼痛、発赤、腫脹、瘙痒感、水疱形成であり、過敏症の傾向がある場合に、発疹、蕁麻疹、発熱などの症状が現れる。本剤に過敏症の傾向がある場合には、本剤の投与は禁忌であり、発見された場合、アナフィラキシーショックなどを避けるため、即刻、投与を中止しなければならない。